# 工藤陽代
工藤 陽代（くどう きよ、1972年10月28日- ）は日本の警察官僚。岡山県警察本部長。

## 来歴
青森県出身。東京大学法学部を卒業後、1996年 (平成8年)、警察庁入庁。
警備公安畑が長く、入庁後、神奈川県警察本部警備部外事課長、愛知県警察本部刑事部捜査第二課長、在イスラエル日本国大使館一等書記官、警察庁警備局外事情報部国際テロリズム対策課国際テロリズム情報官兼外事課外事特殊事案対策官、在アメリカ合衆国日本国大使館政務班参事官、警察庁警備局外事情報部国際テロリズム対策課長、警察庁警備局警備企画課長を歴任。
2025年1月27日、岡山県警察本部長に就任 (女性初)。就任会見で、ネット犯罪を取り締まるサイバーパトロールを強化することなどに取り組んでいきたいと述べた。

## 略歴
- 1996年4月-  警察庁入庁[1][3]
- 1999年7月-  コーネル大学、ニューヨーク大学留学[7]
- 2001年7月-  警察庁長官官房国際部国際第一課付兼国際第二課付[7]
- 2002年9月-  神奈川県警察本部警備部外事課長[8]
- 2004年8月-  内閣官房副長官補(安全保障・危機管理担当)付参事官補佐[9][10]
- 2005年9月-  内閣官房イラク復興支援推進室室員[7]
- 2006年8月-  警察庁刑事局組織犯罪対策部企画分析課課長補佐[7]
- 2007年7月-  警察庁刑事局刑事企画課課長補佐[11]
- 2009年7月-  愛知県警察本部刑事部捜査第二課長[11][12]
- 2011年8月-  在イスラエル日本国大使館一等書記官[13][10]
- 2014年9月-  警察庁刑事局組織犯罪対策部国際組織犯罪対策官兼長官官房付兼捜査支援分析管理官付兼刑事企画課付[7][14]
- 2016年
  - 8月10日-   警察庁警備局外事情報部国際テロリズム対策課国際テロリズム情報官[14]
  - 8月22日-   警察庁警備局外事情報部国際テロリズム対策課国際テロリズム情報官兼外事課外事特殊事案対策官[15][注釈 1]
- 2019年8月-  在アメリカ合衆国日本国大使館政務班参事官[7][10]
- 2022年
  - 8月-  警察庁警備局付[17]
  - 9月-  警察庁警備局外事情報部国際テロリズム対策課長[18][19]
- 2024年1月-  警察庁警備局警備企画課長 (任警視監)[20][21]
- 2025年1月-  岡山県警察本部長 (岡山県警察初の女性本部長)[2][3][4][5]